# Grit Jurack
Grit Jurack (ur. 22 października 1977 w Lipsku) – niemiecka piłkarka ręczna, wielokrotna reprezentantka kraju. W kadrze narodowej zadebiutowała w 1996 roku w meczu przeciwko USA. Gra na pozycji prawej rozgrywającej. Brązowa medalistka mistrzostw Świata 2007.
Grit wybrano pięciokrotnie najlepszą piłkarką ręczną roku w Niemczech - 1999, 2000, 2001, 2007 oraz 2008. W 2012 r. z powodu kontuzji barku zakończyła przedwcześnie sezon, a także karierę sportową.

## Sukcesy

### reprezentacyjne
- Mistrzostwa Świata:
  -  2007

### klubowe
- Mistrzostwa Niemiec:
  -  1998, 1999
- Puchar Niemiec:
  -  1996, 2000
- Mistrzostwa Danii:
  -  2006, 2008, 2009, 2010
  -  2005, 2007, 2012
  -  2011
- Puchar Danii:
  -  2007, 2008, 2009, 2010, 2011, 2012
- Liga Mistrzyń:
  -  2006, 2009, 2010
- Puchar EHF:
  -  2002

## Nagrody indywidualne
- 1999, 2000, 2001, 2007, 2008 - Najlepsza piłkarka ręczna roku w Niemczech
- 2007 - Najlepiej strzelająca piłkarka ręczna Mistrzostw Świata, rozgrywanych we Francji (85 bramek)
- 2009 - Najlepiej strzelająca piłkarka ręczna Ligi Mistrzyń rozgrywanych (109 bramek)